# Normandy (Tennessee)
Pour les articles homonymes, voir Normandy.
Normandy est une municipalité américaine située dans le comté de Bedford au Tennessee. Lors du recensement de 2010, sa population est de 141 habitants.

## Géographie
La municipalité s'étend sur 0,23 mille carré (0,6 km2).
La localité se trouve à proximité du réservoir de Normandy, un lac artificiel formé dans les années 1970 par un barrage sur la Duck. Notamment conçu pour contrôler les crues du Tennessee et ses affluents, le lac est également un lieu touristique attirant notamment les pêcheurs.

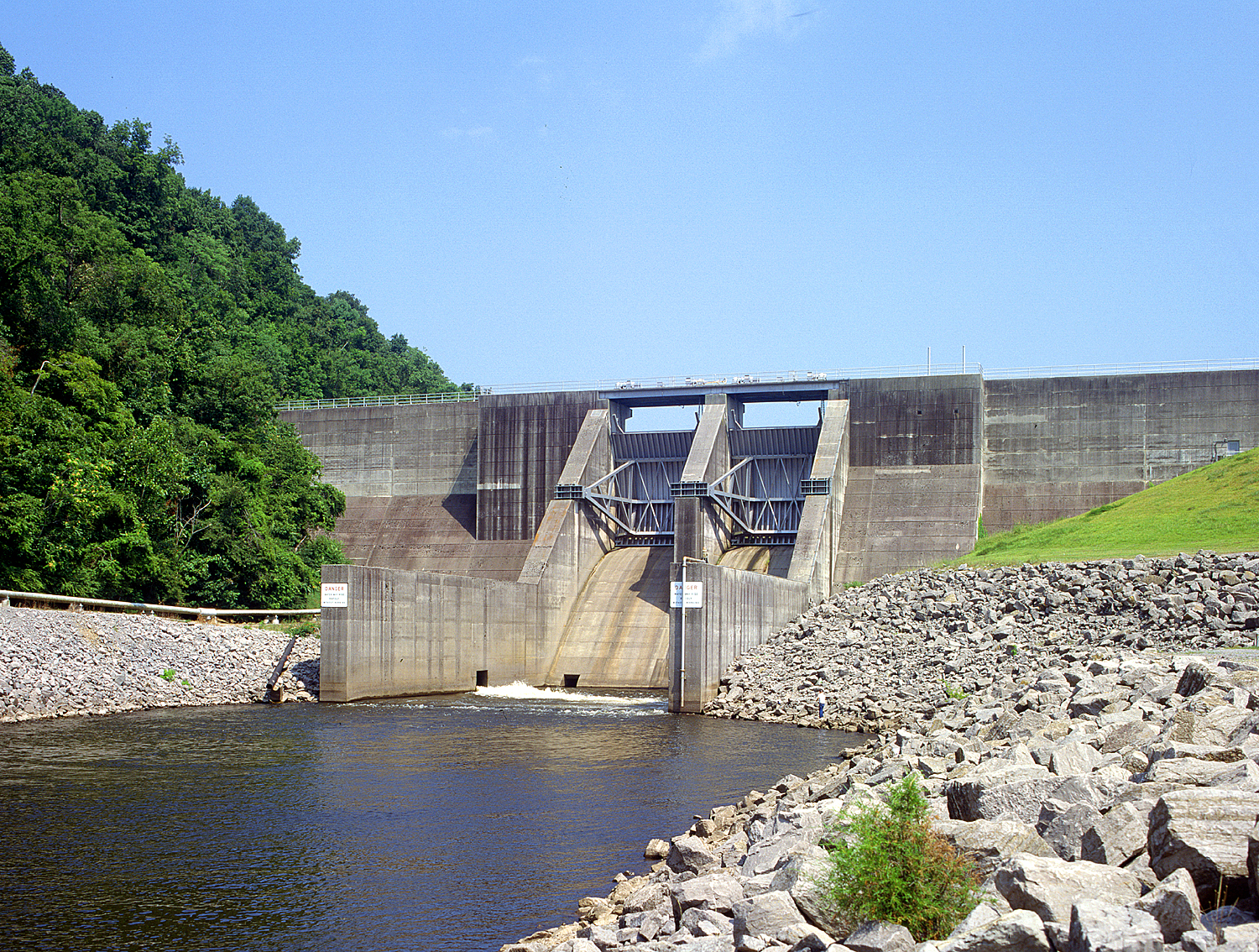
Le barrage Normandy.
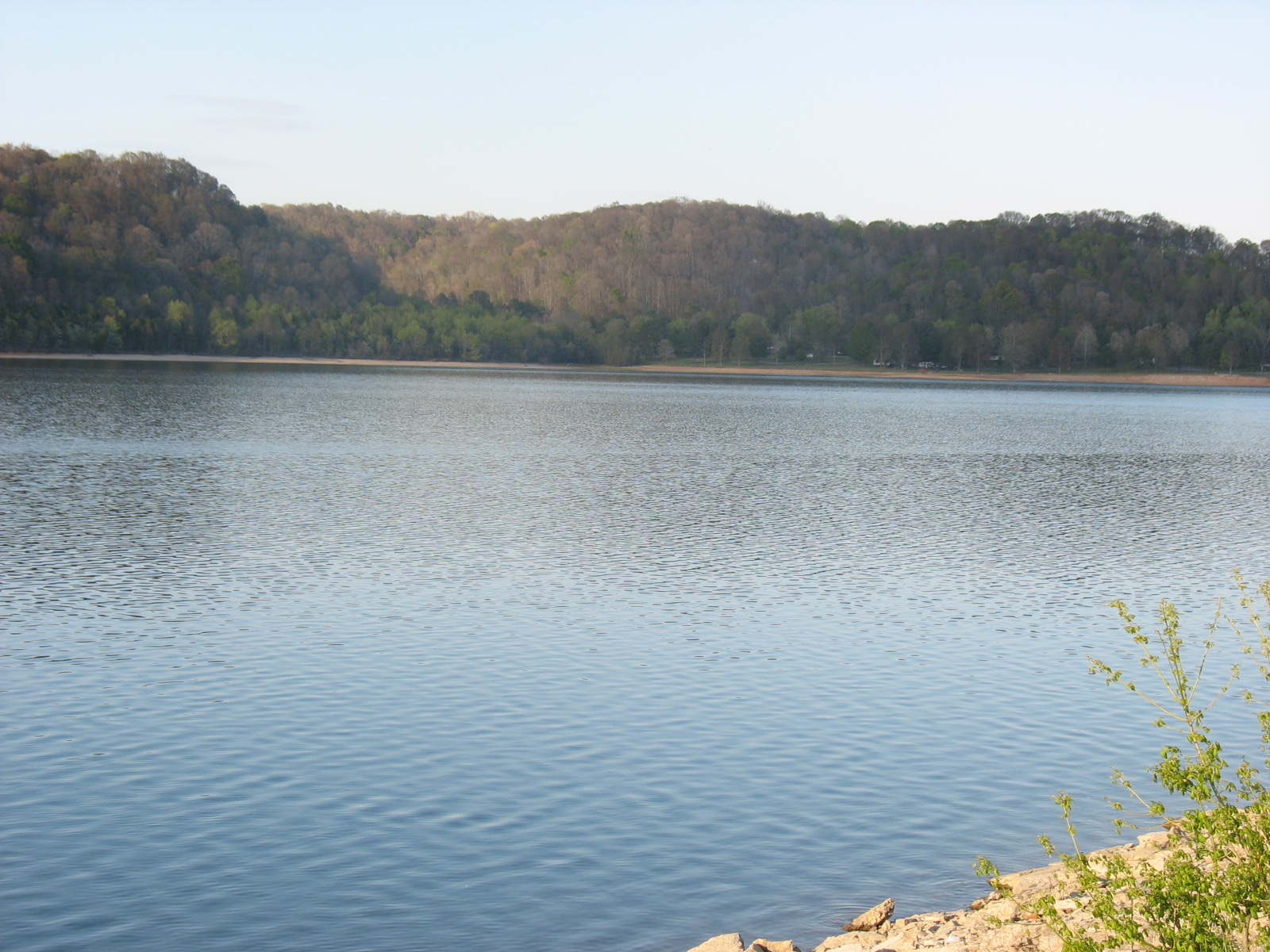
Le lac Normandy.

## Histoire
Normandy est fondée en 1852, lors de l'arrivée du chemin de fer. Son quartier historique est inscrit au Registre national des lieux historiques depuis 1985.